# Lac Achepabanca
Pour les articles homonymes, voir Achepabanca.
Le lac Achepabanca est un plan d'eau douce traversé par la rivière Achepabanca, dans la partie Nord-Est du territoire de Senneterre (ville), dans la municipalité régionale de comté (MRC) de La Vallée-de-l'Or, dans la région administrative du Abitibi-Témiscamingue, dans la province de Québec, au Canada.
Le lac Achepabanca est situé entièrement dans le canton de Maricourt. La foresterie constitue la principale activité économique du secteur. Les activités récréotouristiques arrivent en second. Le lac Achepabanca s’avère la limite Est de la Réserve de biodiversité du Lac Wetetnagami.
Le bassin versant du lac Achepabanca est accessible grâce à une route forestière (sens Est-Ouest) qui passe sur le côté Nord du lac Achepabanca, passant dans la Réserve de biodiversité projetée du Lac Wetetnagami ; en sus, une autre route forestière (sens Est-Ouest) dessert la partie Sud de cette Réserve et le côté Ouest du lac Achepabanca.
La surface du lac Achepabanca est habituellement gelée du début novembre à la mi-mai, toutefois la circulation sécuritaire sur la glace se fait généralement de la mi-novembre à la mi-avril.

## Géographie
Le lac Achepabanca est traversé vers le Sud par la rivière Achepabanca. Ce lac comporte une longueur totale de 7,6 km et une largeur maximale de 1,5 km. La surface de ce lac est une altitude : 381 m comme plusieurs autres plans d’eau environnants. Sa forme en longueur constitue un élargissement de la rivière Achepabanca qui coule vers le Sud jusqu’au lac Girouard (rivière Mégiscane) ; la partie Nord de ce dernier étant traversée vers le Sud-Ouest par la rivière Mégiscane.
L’embouchure du lac Achepabanca est localisée du côté Sud du lac. Cette embouchure du lac Achepabanca est à :
- 8,6 km au Nord de l’embouchure de la rivière Achepabanca ;
- 67,5 km au Nord-Est de l’embouchure de la rivière Mégiscane (confluence avec le lac Parent (Abitibi) ;
- 352 km au Sud-Est de l’embouchure de la rivière Nottaway (confluence avec la Baie de Rupert) ;
- 77,7 km au Nord-Est du centre-ville de Senneterre (ville) ;
- 72,6 km au Sud-Est du centre du village de Lebel-sur-Quévillon[1].

Les principaux bassins versants voisins du lac Achepabanca sont :
- côté nord : rivière Achepabanca, rivière Wetetnagami ;
- côté est : lac Maricourt (rivière Macho), rivière Closse, rivière Mégiscane, lac Mégiscane ;
- côté sud : lac Berthelot (rivière Mégiscane), rivière Mégiscane, rivière Whitegoose, rivière Berthelot ;
- côté ouest : lac Charrette, rivière Wetetnagami, rivière Delestres.

## Toponymie
L’hydronyme « lac Achepabanca » est lié à celui de la rivière Achepabanca et de la rivière Achepabanca Nord-Est.
Le toponyme "lac Achepabanca" a été officialisé le 5 décembre 1968 par la Commission de toponymie du Québec, soit lors de sa création.